# Lophocharis naias
Lophocharis naias är en hjuldjursart som beskrevs av Wulfert 1942. Lophocharis naias ingår i släktet Lophocharis och familjen Mytilinidae. Inga underarter finns listade i Catalogue of Life.